# .Mac
.Mac（讀作「Dot Mac」）是由蘋果電腦提供的一組線上服務，主要的對象是Mac OS的使用者，但也有少部份的特色功能是能在其他平台上使用。早期原本是僅提供給Mac OS使用者的免費服務，現在則改為每年付費的制度。.Mac僅是服務的名稱，而非上層網域。截止至被MobileMe替代，這項服務並始终未提供中文版本，僅有英語、法語、德語和日語可使用。

## 歷史
蘋果電腦最早在2000年的「MacWorld San Francisco」大會中發表，以「iTools」的名稱免費提供給麥金塔電腦的使用者，服務包括：
- HomePage - 免費的網頁儲存空間
- iDisk - 網路線上磁碟儲存服務
- mac.com - 免費的電子郵件
- iCards - 電子賀卡服務
- iReview - 網站評論服務

iDisk使用了WebDAV技術，而mac.com電子郵件則是一種IMAP服務，這些服務能夠利用所有的作業系統來連結（但創建帳戶時需要使用Mac電腦才可以）。
直到2002年7月的紐約MacWorld Expo .Mac正式登場後，在同年九月關閉。麥金塔使用者對於這項舉動有各種反應，批評者認為US99美元的定價過高，也不欣賞iTools的訂戶若沒有註冊.Mac會失去他們的@mac.com電子郵件地址；而擁護者則辯稱.Mac改進了服務。最後蘋果加入了一個推薦專案，每推薦一個付費訂戶，推薦人可以在下一年的.Mac獲得百分之二十的折扣。
iLife中的應用程式（iPhoto、iMovie和iWeb）可與.Mac整合，讓.Mac會員可以透過iDisk及.Mac個人網頁分享他們的電影、照片以及個人檔案。蘋果也在Mac OS X中納入用於.Mac的Backup備份軟體，而iSync也可讓使用者同步他們的通訊錄、行事曆以及  Safari書籤。
在2004年9月29日，蘋果增強了.Mac服務：
- 將儲存空間從100MB調增為250MB。使用者也可以指定iDisk以及個人信箱分別可使用多少空間。
- 新增電子郵件別名功能。每個使用者可以為個人的.Mac電子郵件帳號創建五個別名。
- 將每封電子郵件的最大容量調升為10MB。
- 網頁郵件服務新增拼字檢查功能。

在2005年6月15日，蘋果從.Mac服務中移除了McAfee的Virex程式。蘋果的病毒防護重點現在比較傾向對透過.Mac電子郵件服務收到的信件進行自動化病毒掃瞄。
在2005年9月20日，蘋果將儲存空間從250MB調增為1GB，釋出Backup軟體第三版，並且加入了.Mac Groups：一個類似LiveJournal社群或MySpace網路的網頁網路社群。
在2006年1月10日，蘋果在MacWorld Expo San Francisco發表了新的.Mac服務：
- Photocast服務。使用者可透過iPhoto將照片發表為Photocast，並上傳至.Mac供其他人訂閱。
- 網誌服務。使用者可透過iLife系列的iWeb軟體輕易將電影、照片或音樂製作成網誌，並上傳至.Mac。

透過調整網域名稱對照表，也可以使用自己的伺服器來提供.Mac服務。
請注意「.Mac」並「不是」一個頂層網域（Top-level domain） -- 微軟的.NET則比較容易與「.net」是一個頂層網域名稱混淆。
2008年7月開始，MobileMe取代了.Mac的服務，原有的.Mac服務（包括其會員）已轉移至MobileMe上。而2011年推出的iCloud现已取代MobileMe。

## 定價
原為免費提供給麥金塔電腦的使用者，而在2006年7月，.Mac是一項收費服務，定價為每年US$99。每一個使用者帳戶擁有一個「mac.com」的電子郵件信箱，以及1GB的iDisk網路空間（原本自100MB升級的250MB空間）；可以額外付費升級為較大容量（最高為4GB）。iDisk的容量空間可以自由使用在任何方面（細節記載於.Mac的使用授權合約），而mac.com電子信箱的容量完全取決於iDisk的空間大小。iDisk就如同普通的磁碟（在Mac OS中稱為「卷宗」）般顯示於Mac OS的桌面上。
.Mac的年費有幾種折扣方式，一般使用者可以透過蘋果電腦的推薦計畫（referral program），每推薦一名新會員加入，次年可獲得20%的折扣（八折）；若購買新的麥金塔電腦，並同時選購.Mac服務，則可獲得30%的折扣（七折）。而蘋果電腦的員工或是參與蘋果線上訓練課程的會員也享有特殊折扣。

## 外部連結
- .Mac服務首頁（页面存档备份，存于）（英文）
- .Mac中文首頁（页面存档备份，存于）（中文）（僅有介紹部份為中文）
- .Mac功能特色（英文）
- .Mac概觀（英文）
- .Mac 開發套件（页面存档备份，存于）（英文）